# Valmeinier
Valmeinier är en kommun i departementet Savoie i regionen Auvergne-Rhône-Alpes i sydöstra Frankrike. Kommunen ligger i kantonen Saint-Michel-de-Maurienne som tillhör arrondissementet Saint-Jean-de-Maurienne. År 2022 hade Valmeinier 578 invånare.

## Befolkningsutveckling
Antalet invånare i kommunen Valmeinier
| Referens: INSEE |